# Minicom
Minicom – program do kontroli modemu oraz emulator terminala dla systemów uniksowych, napisany przez Miquela van Smoorenburga. Twórca stworzył go inspirując się programem Telix, przeznaczonym na MS-DOS. Minicom jest uważany za jeden z najważniejszych programów do emulacji terminala dla systemów Linux i jest załączony do większości dystrybucji. Minicom oferuje pełną emulację VT100 oraz ANSI.
Powszechnym zastosowaniem minicom jest konfiguracja urządzeń sieciowych poprzez zdalną konsolę połączoną przez port szeregowy. Takie rozwiązanie zapewnia dostęp do urządzeń w przypadku niedziałania sieci LAN.